# Dallas

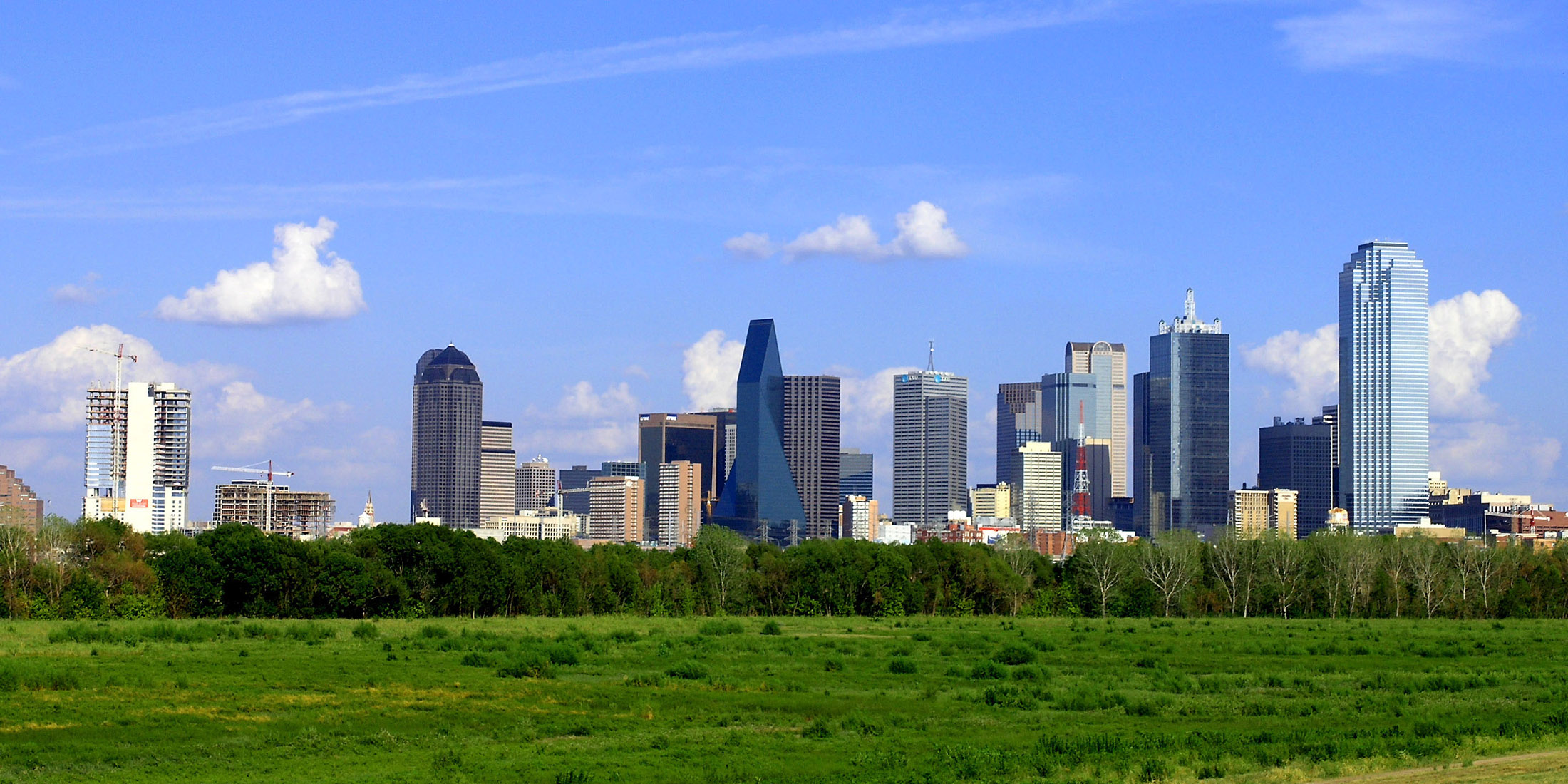

Dallas (thường đọc như "Đa-lát") là thành phố lớn thứ ba của tiểu bang Texas và lớn thứ 9 tại Hoa Kỳ. Diện tích của thành phố là 400 dặm vuông (1036 km²), là quận lỵ Quận Dallas. Theo thống kê năm 2005, dân số của thành phố Dallas là 1.213.825 người. Đây là trung tâm văn hóa, kinh tế của 12 quận thuộc Vùng đô thị Dallas, Fort Worth và Arlington có dân số 5,8 triệu – vùng đô thị lớn thứ năm của Hoa Kỳ. Dallas là một trong 11 Các thành phố đẳng cấp thế giới được Tổ chức Globalization and World Cities Study Group & Network xếp hạng.
Dallas được thành lập năm 1841 và được chính thức công nhận là thành phố ngày 2 tháng 2 năm 1856. Thành phố được toàn thế giới biết đến như là trung tâm viễn thông, công nghệ máy tính, ngân hàng và vận tải dù thành phố không được nối trực tiếp với vận tải biển. Thành phố đã từng là trung tâm công nghiệp dầu khí và bông vải. Vị trí thành phố dọc theo nhiều tuyến đường sắt, thành phố có nhiều tập đoàn công nghiệp và tài chính mạnh. Dallas có Sân bay Quốc tế Dallas-Forth Worth.
Dallas là một trong những thành phố đi đầu về nền giáo dục ở Mỹ. Trong top 100 trường TH có chất lượng nhất nước Mỹ thì Dallas có rất nhiều trường; tiêu biểu là School for the Talented and Gifted nằm số 1210 East Eight Street là trường tốt nhất nước Mỹ. Hiện chính quyền Dallas cũng đang rất đầu tư vào giáo dục. Vào ngày 22 tháng 11 năm 1963, tổng thống John F. Kennedy đã bị ám sát lúc 12:30 giờ trung tâm (CST) khi đang thăm viếng thành phố này.

## Khí hậu
| Dữ liệu khí hậu của Dallas (Sân bay Dallas Love) 1981−2010, cực độ 1913−nay | Dữ liệu khí hậu của Dallas (Sân bay Dallas Love) 1981−2010, cực độ 1913−nay | Dữ liệu khí hậu của Dallas (Sân bay Dallas Love) 1981−2010, cực độ 1913−nay | Dữ liệu khí hậu của Dallas (Sân bay Dallas Love) 1981−2010, cực độ 1913−nay | Dữ liệu khí hậu của Dallas (Sân bay Dallas Love) 1981−2010, cực độ 1913−nay | Dữ liệu khí hậu của Dallas (Sân bay Dallas Love) 1981−2010, cực độ 1913−nay | Dữ liệu khí hậu của Dallas (Sân bay Dallas Love) 1981−2010, cực độ 1913−nay | Dữ liệu khí hậu của Dallas (Sân bay Dallas Love) 1981−2010, cực độ 1913−nay | Dữ liệu khí hậu của Dallas (Sân bay Dallas Love) 1981−2010, cực độ 1913−nay | Dữ liệu khí hậu của Dallas (Sân bay Dallas Love) 1981−2010, cực độ 1913−nay | Dữ liệu khí hậu của Dallas (Sân bay Dallas Love) 1981−2010, cực độ 1913−nay | Dữ liệu khí hậu của Dallas (Sân bay Dallas Love) 1981−2010, cực độ 1913−nay | Dữ liệu khí hậu của Dallas (Sân bay Dallas Love) 1981−2010, cực độ 1913−nay | Dữ liệu khí hậu của Dallas (Sân bay Dallas Love) 1981−2010, cực độ 1913−nay |
| Tháng                                                                       | 1                                                                           | 2                                                                           | 3                                                                           | 4                                                                           | 5                                                                           | 6                                                                           | 7                                                                           | 8                                                                           | 9                                                                           | 10                                                                          | 11                                                                          | 12                                                                          | Năm                                                                         |
| --------------------------------------------------------------------------- | --------------------------------------------------------------------------- | --------------------------------------------------------------------------- | --------------------------------------------------------------------------- | --------------------------------------------------------------------------- | --------------------------------------------------------------------------- | --------------------------------------------------------------------------- | --------------------------------------------------------------------------- | --------------------------------------------------------------------------- | --------------------------------------------------------------------------- | --------------------------------------------------------------------------- | --------------------------------------------------------------------------- | --------------------------------------------------------------------------- | --------------------------------------------------------------------------- |
| Cao kỉ lục °F (°C)                                                          | 88 (31)                                                                     | 95 (35)                                                                     | 97 (36)                                                                     | 100 (38)                                                                    | 103 (39)                                                                    | 112 (44)                                                                    | 111 (44)                                                                    | 111 (44)                                                                    | 110 (43)                                                                    | 100 (38)                                                                    | 89 (32)                                                                     | 89 (32)                                                                     | 112 (44)                                                                    |
| Trung bình ngày tối đa °F (°C)                                              | 56.8 (13.8)                                                                 | 60.8 (16.0)                                                                 | 68.7 (20.4)                                                                 | 76.7 (24.8)                                                                 | 84.2 (29.0)                                                                 | 91.6 (33.1)                                                                 | 96.0 (35.6)                                                                 | 96.4 (35.6)                                                                 | 88.7 (31.5)                                                                 | 78.5 (25.8)                                                                 | 67.1 (19.5)                                                                 | 57.5 (14.2)                                                                 | 76.9 (24.9)                                                                 |
| Tối thiểu trung bình ngày °F (°C)                                           | 37.3 (2.9)                                                                  | 41.1 (5.1)                                                                  | 48.5 (9.2)                                                                  | 56.2 (13.4)                                                                 | 65.4 (18.6)                                                                 | 72.8 (22.7)                                                                 | 76.7 (24.8)                                                                 | 76.8 (24.9)                                                                 | 69.0 (20.6)                                                                 | 58.2 (14.6)                                                                 | 47.6 (8.7)                                                                  | 38.5 (3.6)                                                                  | 57.3 (14.1)                                                                 |
| Thấp kỉ lục °F (°C)                                                         | −3 (−19)                                                                    | 2 (−17)                                                                     | 11 (−12)                                                                    | 30 (−1)                                                                     | 39 (4)                                                                      | 53 (12)                                                                     | 56 (13)                                                                     | 57 (14)                                                                     | 36 (2)                                                                      | 26 (−3)                                                                     | 17 (−8)                                                                     | 1 (−17)                                                                     | −3 (−19)                                                                    |
| Lượng Giáng thủy trung bình inches (mm)                                     | 2.06 (52)                                                                   | 2.59 (66)                                                                   | 3.49 (89)                                                                   | 3.07 (78)                                                                   | 4.92 (125)                                                                  | 4.11 (104)                                                                  | 2.21 (56)                                                                   | 1.87 (47)                                                                   | 2.84 (72)                                                                   | 4.79 (122)                                                                  | 2.88 (73)                                                                   | 2.74 (70)                                                                   | 37.57 (954)                                                                 |
| Lượng tuyết rơi trung bình inches (cm)                                      | 0.5 (1.3)                                                                   | 0.6 (1.5)                                                                   | 0.1 (0.25)                                                                  | 0.0 (0.0)                                                                   | 0.0 (0.0)                                                                   | 0.0 (0.0)                                                                   | 0.0 (0.0)                                                                   | 0.0 (0.0)                                                                   | 0.0 (0.0)                                                                   | 0.0 (0.0)                                                                   | trace                                                                       | 0.3 (0.76)                                                                  | 1.5 (3.8)                                                                   |
| Số ngày giáng thủy trung bình (≥ 0.01 in)                                   | 6.7                                                                         | 6.5                                                                         | 7.6                                                                         | 6.7                                                                         | 9.7                                                                         | 8.0                                                                         | 4.9                                                                         | 4.6                                                                         | 5.3                                                                         | 7.5                                                                         | 6.6                                                                         | 6.6                                                                         | 80.7                                                                        |
| Số ngày tuyết rơi trung bình (≥ 0.1 in)                                     | 0.5                                                                         | 0.2                                                                         | 0.2                                                                         | 0.0                                                                         | 0.0                                                                         | 0.0                                                                         | 0.0                                                                         | 0.0                                                                         | 0.0                                                                         | 0.0                                                                         | 0.1                                                                         | 0.3                                                                         | 1.3                                                                         |
| Độ ẩm tương đối trung bình (%)                                              | 67.5                                                                        | 66.4                                                                        | 63.7                                                                        | 65.3                                                                        | 69.7                                                                        | 65.8                                                                        | 59.8                                                                        | 59.5                                                                        | 66.5                                                                        | 65.7                                                                        | 67.4                                                                        | 67.5                                                                        | 65.4                                                                        |
| Số giờ nắng trung bình tháng                                                | 183.5                                                                       | 178.3                                                                       | 227.7                                                                       | 236.0                                                                       | 258.4                                                                       | 297.8                                                                       | 332.4                                                                       | 304.5                                                                       | 246.2                                                                       | 228.1                                                                       | 183.8                                                                       | 173.0                                                                       | 2.849,7                                                                     |
| Phần trăm nắng có thể                                                       | 58                                                                          | 58                                                                          | 61                                                                          | 61                                                                          | 60                                                                          | 69                                                                          | 76                                                                          | 74                                                                          | 66                                                                          | 65                                                                          | 59                                                                          | 56                                                                          | 64                                                                          |
| Nguồn: NOAA (độ ẩm, nắng 1961−1990)                                         |                                                                             |                                                                             |                                                                             |                                                                             |                                                                             |                                                                             |                                                                             |                                                                             |                                                                             |                                                                             |                                                                             |                                                                             |                                                                             |